# Hoplandrothrips picticornis
Hoplandrothrips picticornis är en insektsart som först beskrevs av J. C. Crawford 1939.  Hoplandrothrips picticornis ingår i släktet Hoplandrothrips och familjen rörtripsar. Inga underarter finns listade i Catalogue of Life.